# Caymanøerne
Caymanøerne (engelsk: Cayman Islands) er et oversøisk territorium tilhørende Storbritannien beliggende i det vestlige Caribiske Hav og bestående af øerne Grand Cayman, Cayman Brac og Little Cayman.

## Historie
Caymanøerne, ofte også blot kaldet Cayman, blev først besøgt af Christopher Columbus 10. maj 1503 på hans fjerde og sidste rejse til Amerika. Den første registrerede engelske besøgende var Sir Francis Drake, der besejlede øerne i 1586 og døbte dem Cayman-øerne. Øerne blev sammen med den nærliggende Jamaica underlagt England i 1670 under Madridtraktaten. De blev regeret som en enkelt koloni sammen med Jamaica indtil 1962, da øerne blev et selvstændigt britisk oversøisk territorium, og Jamaica blev et selvstændigt rige inden for Commonwealth.
Hovedstaden på Cayman Islands/Caymanøerne hedder George Town.

## Geografi
Caymanøerne ligger i det vestlige Caribiske Hav. De tre øer ligger omtrent 770 kilometer syd for Miami, 240 kilometer syd for Cuba og 290 kilometer nordvest for Jamaica. Grand Cayman er langt den største ø og har et areal på 200 kvadratkilometer. De to øvrige øer, Cayman Brac og Little Cayman, ligger omkring 145 kilometer øst for hovedøen og har arealer på henholdsvis 36 og 25 kvadratkilometer.
Alle tre øer er skabt af store koralrev og er næsten helt flade. En undtagelse hertil er The Bluff på Cayman Brac, der rejser sig 42 meter over havets overflade – det højeste punkt på øen.